# Benalmádena
Benalmádena è un comune spagnolo di 66 298 abitanti situato nella comunità autonoma dell'Andalusia.

## Storia

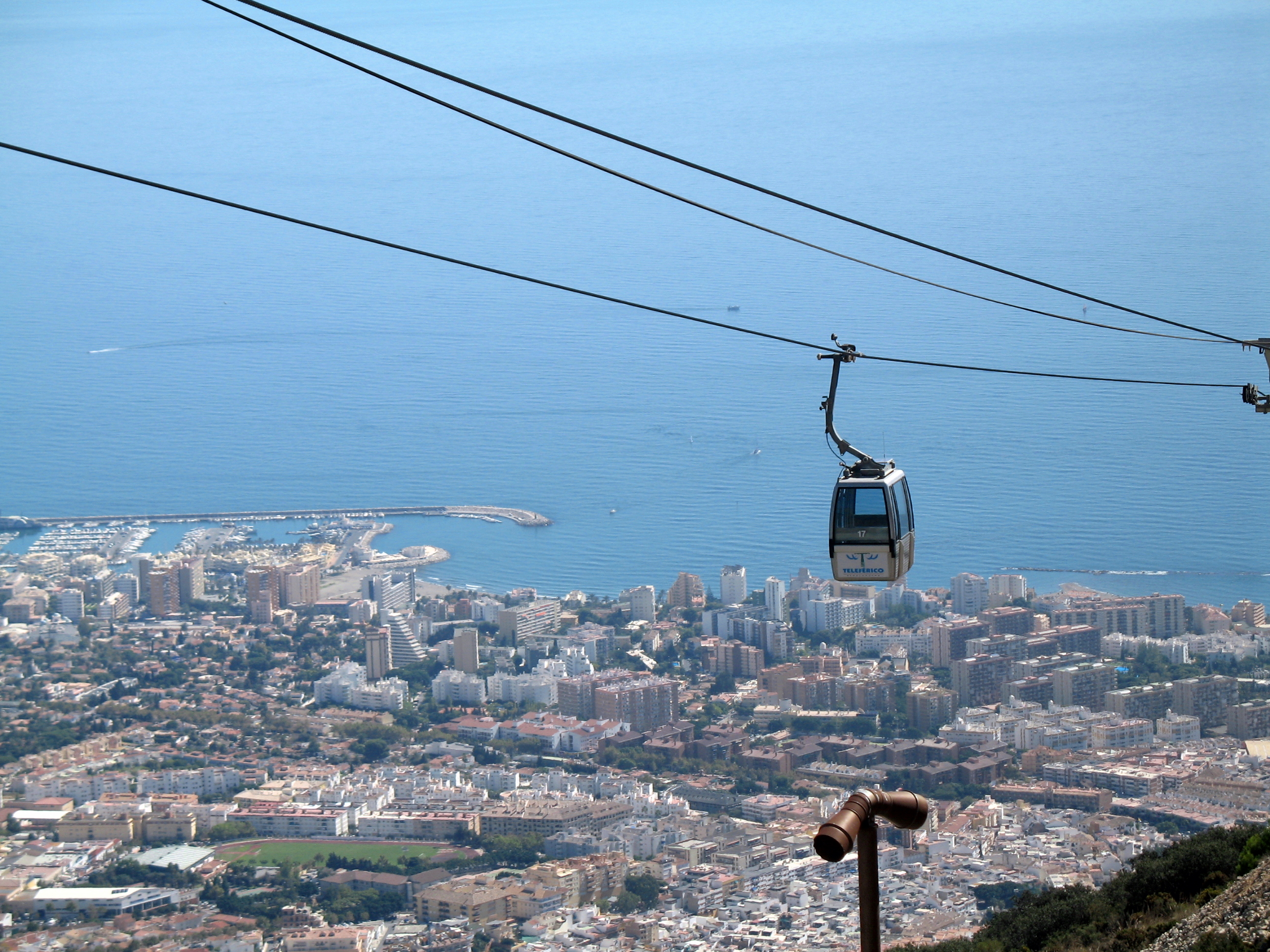
Discesa in funivia dalla vetta del monte Calamorro. Le viste panoramiche consentono di contemplare la città e buona parte della Costa del Sol.

Benché il territorio comunale sia abitato sin dalla preistoria, esso fu praticamente abbandonato a causa delle guerre fra cristiani e musulmani, delle incursioni di pirati barbareschi e infine di un terremoto. La corona spagnola conquistò definitivamente il territorio nel 1485 e sei anni dopo incaricò Alonso Palmero di ricolonizzarlo, senza successo.
Lo sviluppo moderno di Benalmadena ha inizio solo 1784 per merito di Félix Solesio, un fabbricante italiano di carte da gioco, proveniente da Finale Ligure (un territorio appartenente alla corona spagnola sino al 1713). Egli aveva ottenuto dal re delle facilitazioni, che l'avevano indotto a trasferire in Spagna la sua produzione con l'obiettivo anche di esportarla in America Latina. La fabbrica fu costruita proprio ad Arroyo de la Miel, dando inizio allo sviluppo attuale.

## Monumenti e luoghi d'interesse

### Architetture civili
- All'interno del territorio comunale sono presenti tre torri: la Torremuelle, la Torre Quebrada e la Torre Bermeja. Alcune di queste fanno parte del sistema di fortificazioni costruito sulla costa della parte orientale dell'Andalusia come sistema difensivo del Regno di Granada e furono poi restaurate o ricostruite durante la ripopolazione cristiana, in modo da poter proteggere la costa mediterranea dalle incursioni dei pirati.
- Il Castello di Colomares è un monumento in omaggio a Cristoforo Colombo e alla scoperta dell'America, costruito da Esteban Martín y Martín tra il 1987 e il 1994. Al suo interno è possibile osservare differenti stili architettonici e differenti materiali.
- Plaza de España: le origini di questo nucleo urbano sono da datarsi a quando iniziarono i lavori della Plaza de España di Arroyo de la Miel attorno al XVIII secolo, quando Félix Solesio costruì delle case per i lavoratori della cartiera.
- La Niña de Benalmádena è una scultura in bronzo creata da Jaime Pimentel. Si tratta di una delle icone della città ed è situata nel centro di una fontana nella Plaza de España di Benalmádena Pueblo. Rappresenta una bambina con i capelli raccolti che offre acqua.
- Ventorrillo de la Perra: si tratta di una costruzione del XVIII secolo poi ricostruita nel 1972. Al momento ospita un ristorante.

### Siti archeologici
Cueva del Toro è il giacimento più importante a livello preistorico di questo municipio e venne scoperto nel 1969. Venne abitato per la prima volta 15,000 anni fa e poi venne utilizzato come santuario nel periodo paleolitico superiore. È possibile vedere pitture rupestri ed è situata sul Monte Calamorro.  Altre grotte importanti sono la Cueva de los Botijos, la Cueva de la Zorrera, la Cueva de los Cacharros e la Cueva de Alquibla, i cui resti sono esposti nel museo archeologico di Benalmádena. Sono molti i siti archeologici antichi che è possibile visitare Benalmádena. Tra i più importanti c'è un giacimento fenicio datato attorno al II secolo a.C.

## Geografia antropica
La città è formata da tre parti, che per lo più formano un'unica conurbazione:
- Benalmádena Pueblo: è l'antico paese di Benalmádena, di epoca arabo-andalusa, situato lungo le pendici della Sierra di Mijas.
- Benalmádena Costa: la città turistica, balneare e dei divertimenti, sviluppatasi lungo le spiagge della Costa del Sol che una volta non erano edificate.
- Arroyo de la Miel: a metà strada tra i primi due, significa in spagnolo "torrente del miele" ed è la parte residenziale, cresciuta anch'essa nell'arco di pochi decenni in una zona già occupata da campi e pascoli. È la parte centrale di Benalmádena, e ne ospita la stazione ferroviaria.

## Amministrazione

### Gemellaggi
Benalmádena è gemellata con:
- Finale Ligure
- Nuevitas